# 三浦義一
三浦 義一（みうら ぎいち、1898年〈明治31年〉2月27日 - 1971年〈昭和46年〉4月10日）は、日本の右翼。フィクサー。
日本銀行総裁だった一万田尚登の親戚筋の立場を利用して、戦時中に日本金銀運営会に入り込み、その組織と利権を掌握した。

## 人物・来歴
大分県出身。父の三浦数平（大分県士族）は大分市長、衆議院議員を務めた。
旧制大分中学から早大予科に進む。文学を志し、北原白秋の門下生として住み込むようになる。だが、肺結核に罹患し帰郷。父が法律顧問をする九州水力電気（後の九州電力）に入社。酒とドストエフスキーに浸る日々をすごす。
再上京すると同郷の後輩の波津久剣が経営する「やまと新聞」の編集長矢部周と知り合い、国家主義運動に参加するようになる。1932年2月、「資本家階級独壇の社会組織、経済機構および諸制度の合理的改革」を綱領にした大亜義盟を創立した。同年3月、虎屋事件を引き起こし逮捕され、義盟は壊滅した。
1935年4月、理論誌「国策」を引き受け、津久井龍雄らを同人に国策社を設立。同年7月の益田男爵事件、1937年7月の不穏文書事件、1939年10月の立憲政友会革新派総裁中島知久平狙撃事件を引き起こしたびたび監房に入ることになる。ほかに尊王思想で和歌道の修練をその基本に置く精神修養団体、影山正治創立の大東塾の顧問等を歴任。
父のコネもあって政財界や軍部とも交流があり、東條英機と親密になり、終戦後、東條の家族の世話をする。1945年12月、戦犯容疑で収監されるが、病気のため釈放される。
1948年秋、公職追放中の三浦は昭電事件で日本の軍国主義解体を推進する連合国軍最高司令官総司令部（GHQ）民政局（GS）のチャールズ・ケーディスをスキャンダルで追い落とすのに貢献する。民政局とは反対に反共の為ならファシストをも利用する方針のGHQ参謀第2部（G2）に評価された三浦は米軍との強力なコネを持つようになる。
財閥解体のさなか三井十三家を混乱から救い、三井に恩を売ると日本橋室町の三井ビルに事務所を構えたことから室町将軍と呼ばれるようになる。後に西山広喜らを育てる。
1971年に動脈硬化症で死去。墓所は自らが再建に尽力した滋賀県大津市の義仲寺にある。

## 著書
- 『仏国陪審に於ける発問の方式とその判例』司法省調査課〈司法資料 第120号〉、1927年11月。NDLJP:1149421。
- 『歌集 当観無常』聖紀書房、1931年。
  - 『歌集 当観無常』興亜文化協会、1940年1月。
- 『歌論集 玉鉾の道』大東塾出版部、1944年9月。
- 『歌集 草莽』三浦義一、1944年。
- 『歌集 悲天』三浦義一刊行会、1953年11月。
  - 『続悲天』三浦久子、1973年4月。
  - 『歌集 悲天』講談社エディトリアル、2017年4月。ISBN 9784907514754。

### 注
1. ↑   一万田の妻誠子は溝部壮六の姉。この溝部は三浦の友人で妹・眞佐の夫。
2. ↑   戦時中に政府や旧軍部に接収された約5万カラットのダイヤを管理していた。